# Унгердорф
Унгердорф (нем. Ungerdorf) — коммуна в Австрии, в федеральной земле Штирия.
Входит в состав округа Вайц. Население составляет 696 человек (на 31 декабря 2005 года). Занимает площадь 5,02 км². Официальный код — 61752.

## Политическая ситуация
Бургомистр коммуны — Роземари Таферль (АНП) по результатам выборов 2005 года.
Совет представителей коммуны (нем. Gemeinderat) состоит из 9 мест.
- АНП занимает 6 мест.
- СДПА занимает 3 места.